# Nationaldenkmal
Als Nationaldenkmal werden solche Bauten bezeichnet, die als Erinnerungsort für die Idee eines Kultes der Nation errichtet wurden. Die Errichtung von Nationaldenkmalen ist hierbei angestoßen durch die Ideen des Nationalismus und der Nationalromantik. Die Errichtung von Nationaldenkmalen beginnt nach der Französischen Revolution, ihr zeitlicher Schwerpunkt liegt zwischen dem ausgehenden 18. und dem Ende des 19. Jahrhunderts. Nationaldenkmale dienen der Zielsetzung, Ereignissen und Personen öffentlich zu gedenken, denen eine historische, politische oder kulturelle Bedeutung für eine Nation beigelegt wird.

## Bekannte Nationaldenkmäler

### Deutschland
- Neue Wache in Berlin
- Nationaldenkmal für die Befreiungskriege auf dem Kreuzberg (Berlin)
- Kaiser-Wilhelm-Nationaldenkmal in Berlin (1950 abgerissen)
- Bismarck-Nationaldenkmal in Berlin
- Hermannsdenkmal bei Detmold
- Kyffhäuserdenkmal bei Bad Frankenhausen
- Brüder-Grimm-Nationaldenkmal in Hanau
- Lutherdenkmal in Worms
- Niederwalddenkmal bei Rüdesheim am Rhein
- Deutsche Eck in Koblenz
- Völkerschlachtdenkmal in Leipzig
- Walhalla bei Donaustauf
- Bavaria in München
- Nationaldenkmal der Wittelsbacher in Oberwittelsbach
- Siegessäule in Berlin
- Eiserner Hindenburg in Berlin (1918 entfernt)
- Kaiser-Wilhelm-Denkmal an der Dortmunder Hohensyburg
- Burschenschaftsdenkmal bei Eisenach
- Kaiser-Wilhelm-Denkmal an der Porta Westfalica
- Bismarck-Denkmal in Hamburg
- Befreiungshalle bei Kelheim
- Winterbergdenkmal bei Saarbrücken (1939 gesprengt)
- Nationaldenkmal Skulpturenpark Deutsche Einheit in der Rhön
- Goethe-Schiller-Denkmal in Weimar
- Freiheits- und Einheitsdenkmal in Berlin (in Bau)
- Tannenberg-Denkmal in Ostpreußen, heute Olsztynek (1945 gesprengt)
- Schlageter-Nationaldenkmal in Düsseldorf (1946 abgerissen)

### Frankreich
- Arc de Triomphe in Paris

### Italien
- Liste italienischer Nationaldenkmale

### Namibia
- Liste des Nationalen Erbes Namibias#Nationaldenkmäler nach Regionen

### Österreich
- Gedenkstätte Heldenberg in Niederösterreich
- Feldherrn- und Ruhmeshalle im Arsenal in Wien

### Rumänien
- Halle der Einheit (Sala Unirii) und Krönungskathedrale in Alba Iulia

### Russland
- Nationaldenkmal Tausend Jahre Russland

### Schweiz
- Der mittlere Teil des Bundeshauses in Bern
- Unabhängigkeitsdenkmal (Bellinzona)

### Südafrika
- Voortrekkerdenkmal in Pretoria

### Tschechien
- Nationaldenkmal am Veitsberg in Prag

### Türkei
- Grabdenkmal Anıtkabir in Ankara

### Ungarn
- der Heldenplatz in Budapest

### Vereinigtes Königreich
- Kenotaph in London
- Nelsonsäule in London
- Der Wellington Arch in London
- Victoria Memorial in London
- Albert Memorial in London

### Vereinigte Staaten
Siehe: National Monuments in den Vereinigten Staaten